# Eurete simplicissimum
Eurete simplicissimum är en svampdjursart som beskrevs av Semper 1868. Eurete simplicissimum ingår i släktet Eurete och familjen Euretidae.
Artens utbredningsområde är havet kring Filippinerna. Inga underarter finns listade i Catalogue of Life.